# Sammy Daniels
Sammy Daniels (Zuid-Afrika, 1 juni 1961) is een Zuid-Afrikaanse golfprofessional die actief was op de Sunshine Tour, van 1990 tot 2008.

## Loopbaan
In 1990 werd Daniels een golfprofessional en hij speelde meteen op de Southern Africa Tour (nu gekend als de Sunshine Tour). Hij bleef tot 2008 golfen op de Sunshine Tour en hij behaalde daar twee overwinningen. In 1998 was zijn beste golfjaar en hij won de Vodacom Series: Eastern Cape en de Phalaborwa Mafunyane Trophy.

## Prestaties

### Professional
Sunshine Tour
| Nr. | Datum          | Toernooi                     | Score        | Score | Info                           |
| --- | -------------- | ---------------------------- | ------------ | ----- | ------------------------------ |
| 1   | 16 mei 1998    | Vodacom Series: Eastern Cape | 70+68+69=207 | –9    | Won de play-off van Ian Palmer |
| 2   | 4 oktober 1998 | Phalaborwa Mafunyane Trophy  | 67+67+65=199 | –17   | [ 2 ]                          |